# Юзефін (гміна Камінь)
Юзефін (пол. Józefin) — село в Польщі, у гміні Камінь Холмського повіту Люблінського воєводства.
Населення — 132 особи (2011).
У 1975-1998 роках село належало до Холмського воєводства.

## Демографія
Демографічна структура станом на 31 березня 2011 року:
|          | Загалом | Допрацездатний вік | Працездатний вік | Постпрацездатний вік |
| -------- | ------- | ------------------ | ---------------- | -------------------- |
| Чоловіки | 69      | 13                 | 52               | 4                    |
| Жінки    | 63      | 11                 | 42               | 10                   |
| Разом    | 132     | 24                 | 94               | 14                   |